# Musée Joseph-Vaylet
Le musée Joseph-Vaylet est un musée français situé à Espalion, dans le département de l'Aveyron, en région Occitanie.
Il a été créé en 1975[réf. souhaitée].

## Localisation
Le musée Joseph-Vaylet a été installé, de même que le musée du Scaphandre, dans l'ancienne église Saint-Jean-Baptiste, à Espalion, dans le quart nord-est de l'Aveyron. L'entrée commune aux deux musées s'effectue par le portail de l'ancienne église, au 38 rue Droite.

## Le bâtiment
L'ancienne église, inscrite en 1979 au titre des monuments historiques, est un édifice gothique de la fin du XVe siècle. Le portail en calcaire blanc a été réalisé par Antoine Salvanh, l'architecte du clocher de la cathédrale de Rodez. Le clocher est construit entre 1503 et 1552. L'église est désaffectée en 1883. Le bâtiment est alors transformé en 1884 par l'architecte de Rodez Gonzague Grinda pour recevoir les services municipaux (de 1897 à 1948). Il construit la façade néo-gothique nord-ouest, flanquée de deux tourelles, ainsi qu'un escalier à deux volées qui aboutit au premier étage.
L'hôtel de ville étant transféré dans un nouveau bâtiment, l'ancienne église reste sans affectation jusqu'à ce qu'on décide d'y installer en 1974 les collections d'arts et traditions populaires du Rouergue rassemblées par Joseph Vaylet.

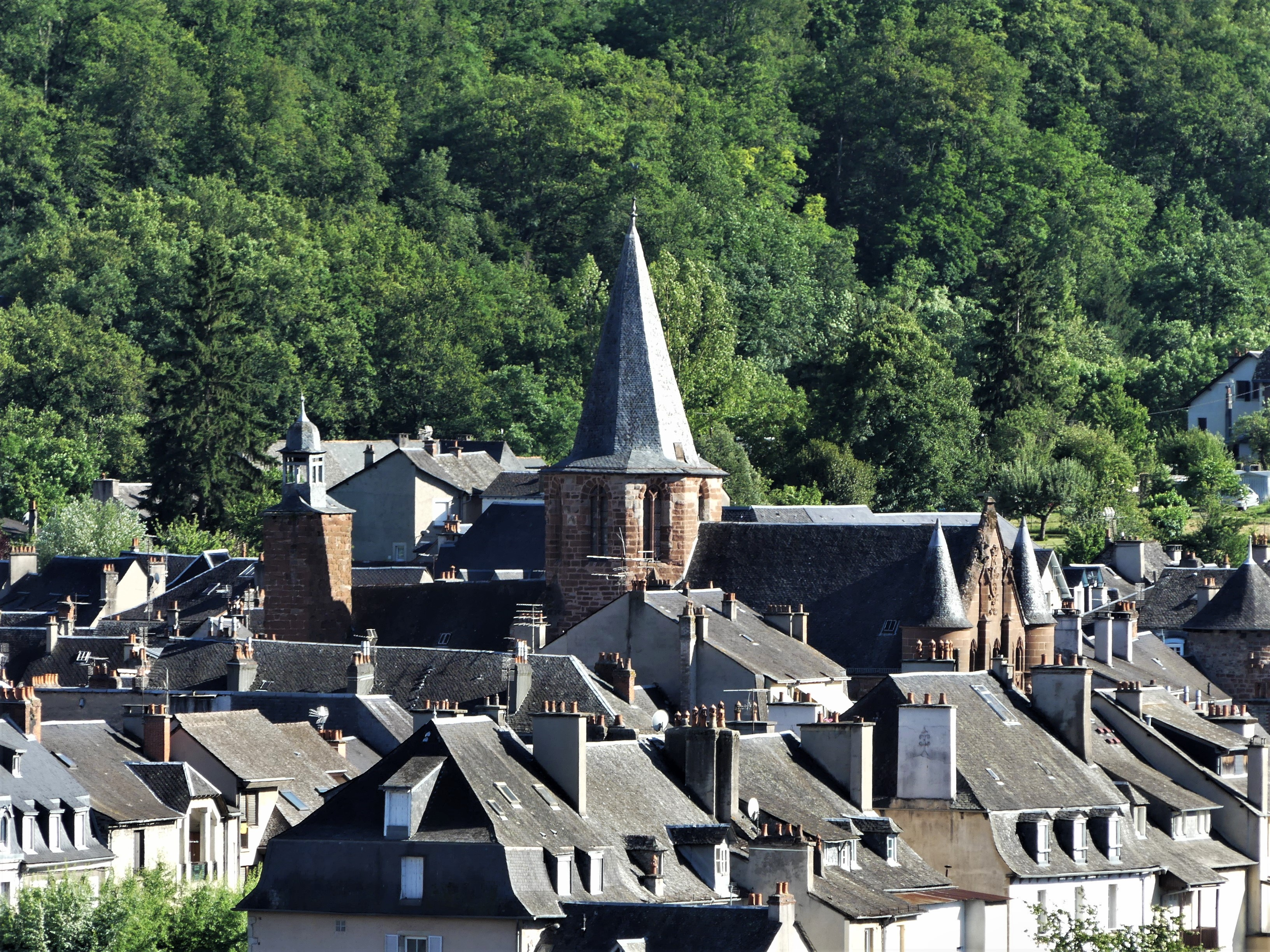
L'ancienne église.
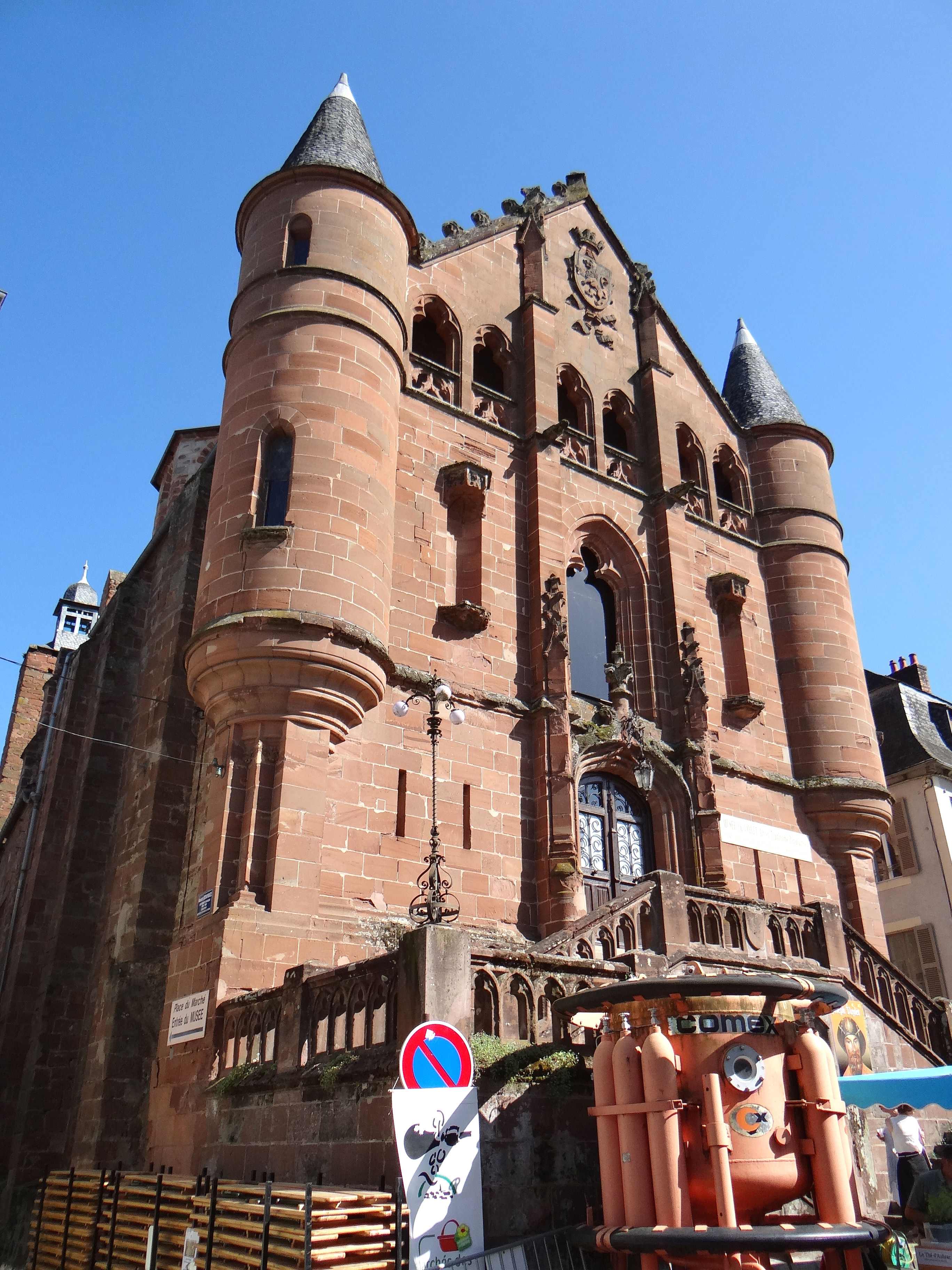
La façade construite au XIXe siècle par l'architecte Grinda à la place du chœur de l'église, avec des pièces du musée du Scaphandre devant.
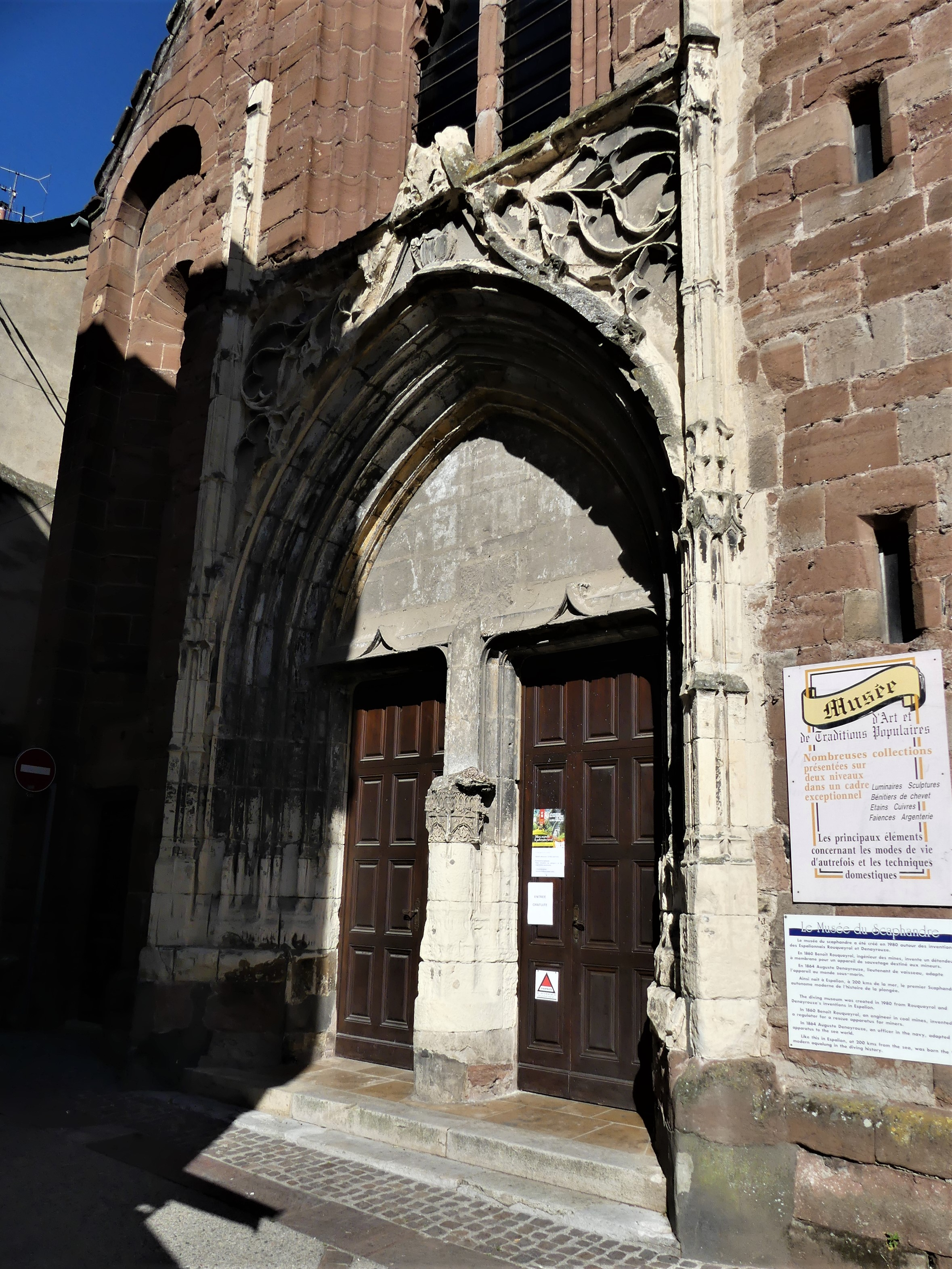
Le portail oriental.

## Le musée des Arts et Traditions populaires Joseph-Vaylet
Ce musée d'arts et traditions populaires présente des objets traditionnels de la culture occitane dans une collection hétéroclite. Il doit son existence à Joseph Vaylet (1894-1982), majoral du félibrige, qui sa vie durant a rassemblé les collections et créé l'association chargée de continuer et pérenniser son œuvre.
Le rez-de-chaussée comprend plusieurs vitrines (armes, instruments de musique, outils d'artisans, objets de la vie quotidienne, objets religieux, paléontologie, minéralogie, étains, etc.) ainsi que la reconstitution d'un intérieur rouergat du XIXe siècle comprenant un cantou, une souillarde et un ensemble mobilier.
Le premier étage présente une collection de bénitiers de chevet, un espace consacré à l'enfance, des meubles, des poteries et des instruments de divers métiers.

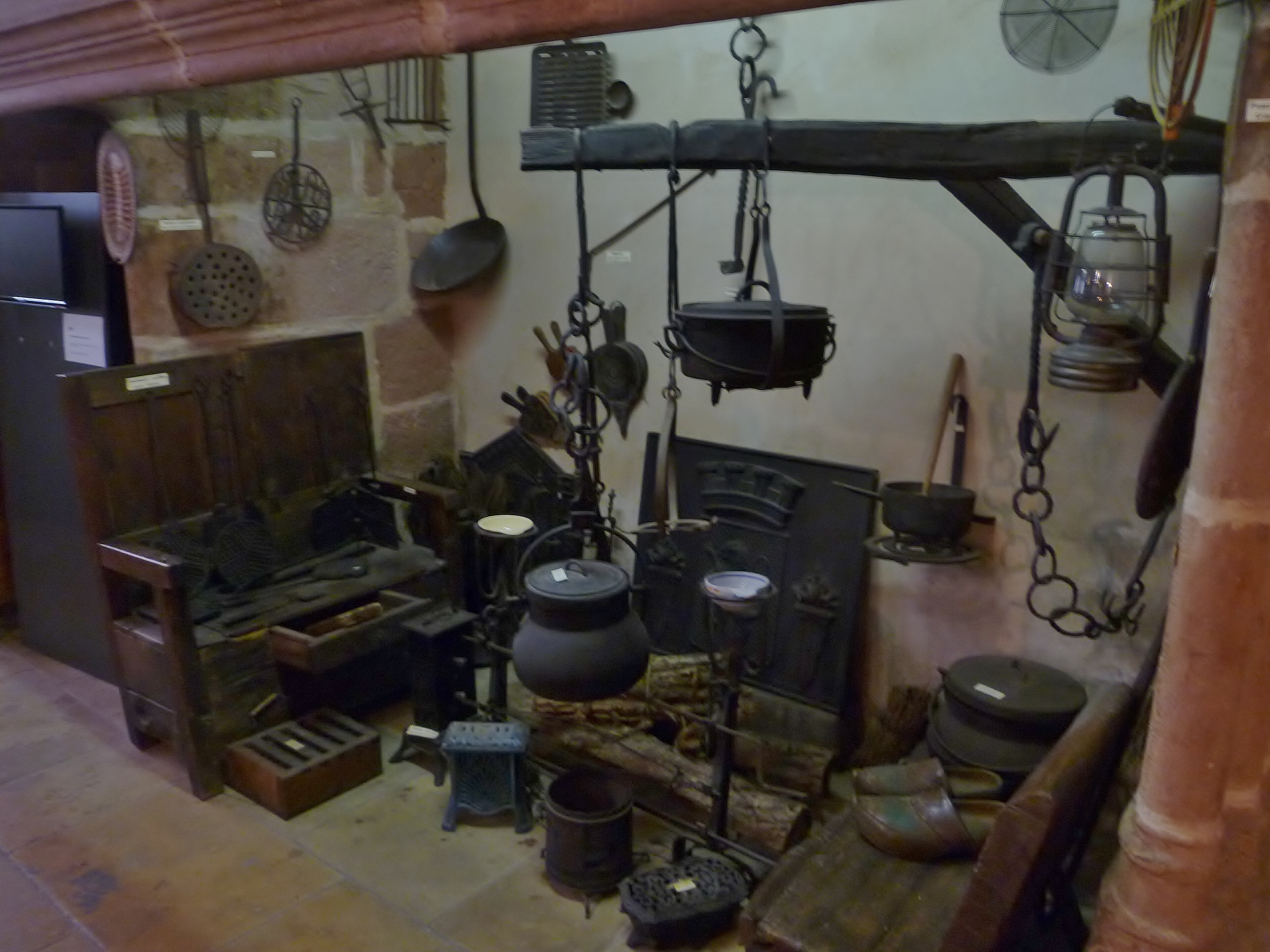
Cuisine du XIXe siècle.
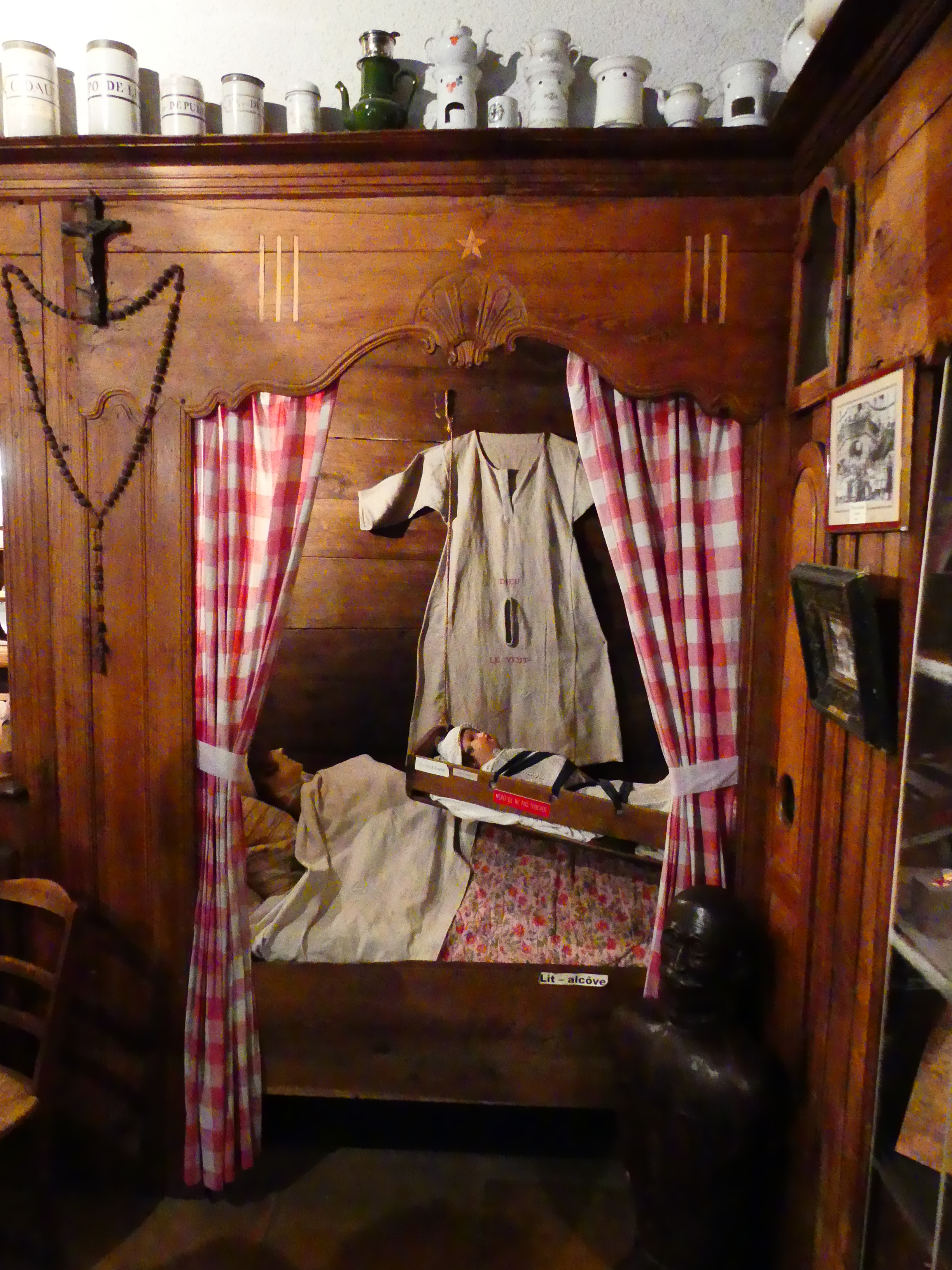
Lit-alcôve.
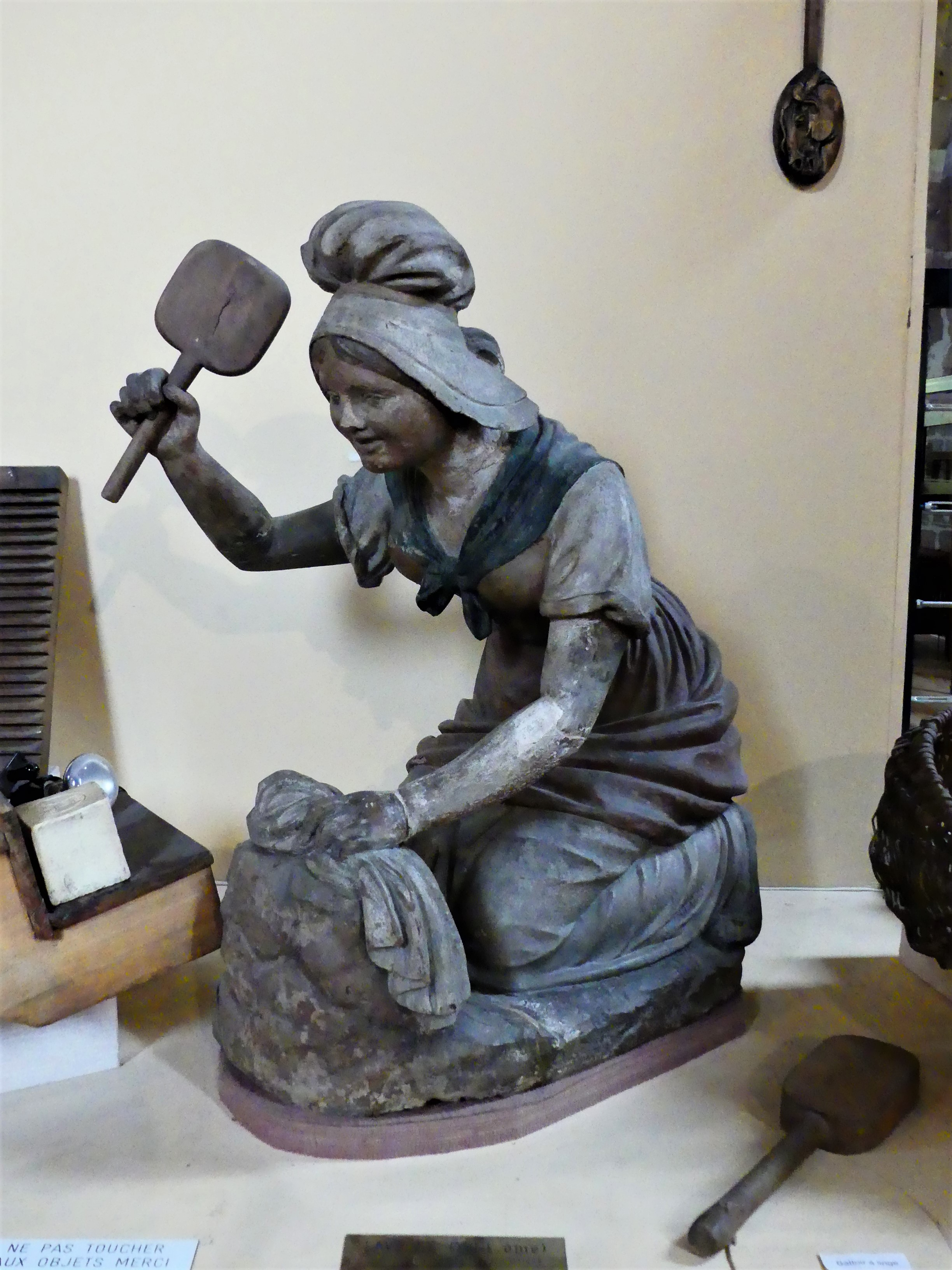
Statue du XVIIIe siècle représentant une laveuse.
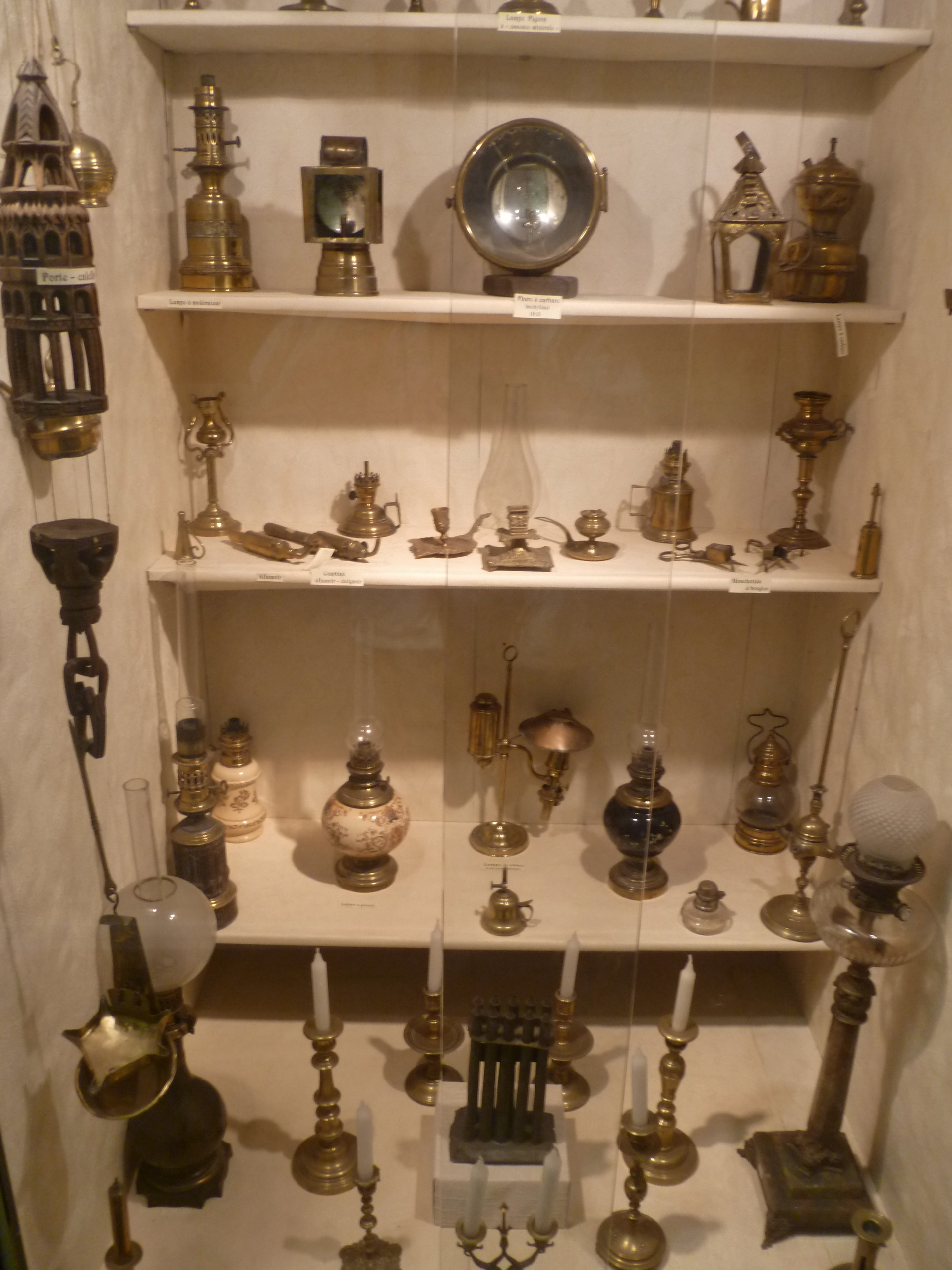
Ustensiles d'éclairage.
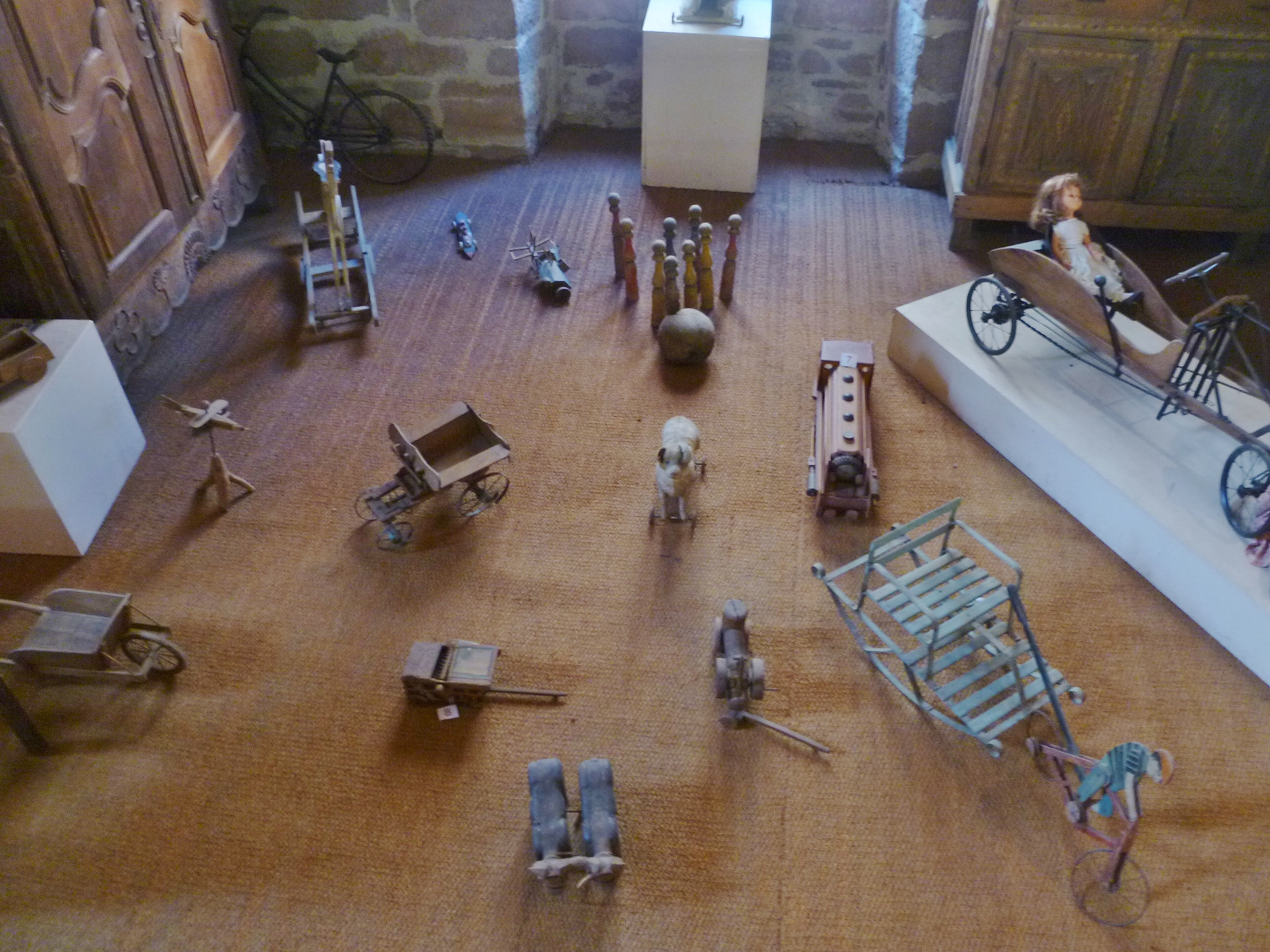
Jouets anciens.
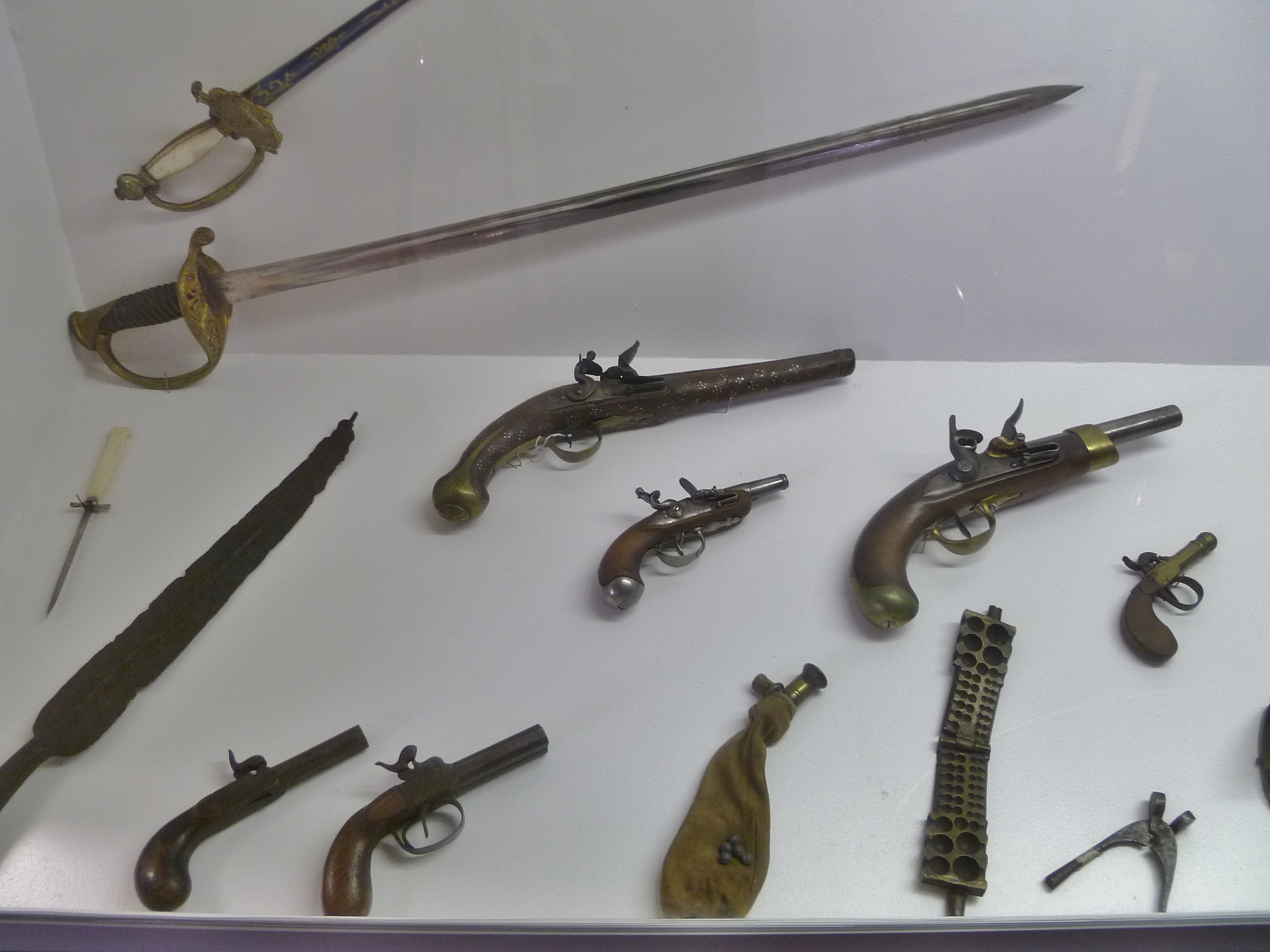
Armes diverses.

## Musée du Scaphandre
Dans la partie ouest du même bâtiment se trouve le musée du Scaphandre.